# Villárdiga
Villárdiga är en kommun i Spanien.   Den ligger i provinsen Provincia de Zamora och regionen Kastilien och Leon, i den nordvästra delen av landet, 210 km nordväst om huvudstaden Madrid.